# Gönülçelen
Pour les articles homonymes, voir Gönülçelen (homonymie).
Gönülçelen est une série télévisée turque diffusée du 26 février 2010 au 24 juin 2011 sur la chaîne de télévision hertzienne ATV, le vendredi en prime-time. La série comporte deux saisons et cinquante-six épisodes; Les seize épisodes de la première saison ont été diffusés du 26 février au 18 juin 2010. La deuxième saison a été diffusée du 20 août 2010 au 24 juin 2011. 
Inspirée de la pièce de théâtre Pygmalion du dramaturge irlandais George Bernard Shaw et de son adaptation au cinéma de 1964, la série suit les aventures de Murat, musicien et professeur de musique issu d'une famille riche d'Istanbul, et Hasret, jeune roumaine issue des quartiers pauvres de la capitale turque.
Bien accueillie par le public turc, Gönülçelen a réalisé lors de sa diffusion de véritables records d'audience. Ayant pour principale concurrente Hanımın Çiftliği, une série télévisée à succès diffusée à la même heure sur la chaîne Kanal D, elle lui a régulièrement disputé la tête du classement des audiences, toute chaîne et tout public confondus,,.
La série télévisée a été récompensée à plusieurs reprises. Elle reçoit le prix 2010 de la meilleure première série télévisée lors des Yılı Televizyon Yıldızları, une cérémonie de prix de télévision organisée par Ayakligazete et soutenue par le Ministère de la culture et du tourisme de Turquie. La série reçoit la même année, lors de la remise des Oscars des médias décernés par la RTGD, le prix 2010 du meilleure rôle féminin pour le personnage de Hasret interprété par Tuba Büyüküstün,.

## Synopsis
Hasret est une jeune gitane vendeuse de fleurs. Elle vit dans un quartier pauvre d'Istanbul avec sa sœur aînée Gülnaz, son frère cadet Kadir et leur père Burhan. Murat est professeur de musique à l'Université et compositeur. Elle se doit de sortir son père de prison ; c'est ainsi qu'elle accepte d'être prise en charge par Murat, qui lui permettra de devenir célèbre. Les mois passent, et le professeur de musique tombe sous le charme de Hasret, cette dernière cachant également, envers son professeur, des sentiments amoureux. Mais on découvre aussi que Levent est également charmé par cette amatrice.

## Distribution
- Cansel Elçin : Murat
- Tuba Büyüküstün : Hasret
- Onur Saylak : Levent
- Umut Kurt : Cihan